# Navire de croisière

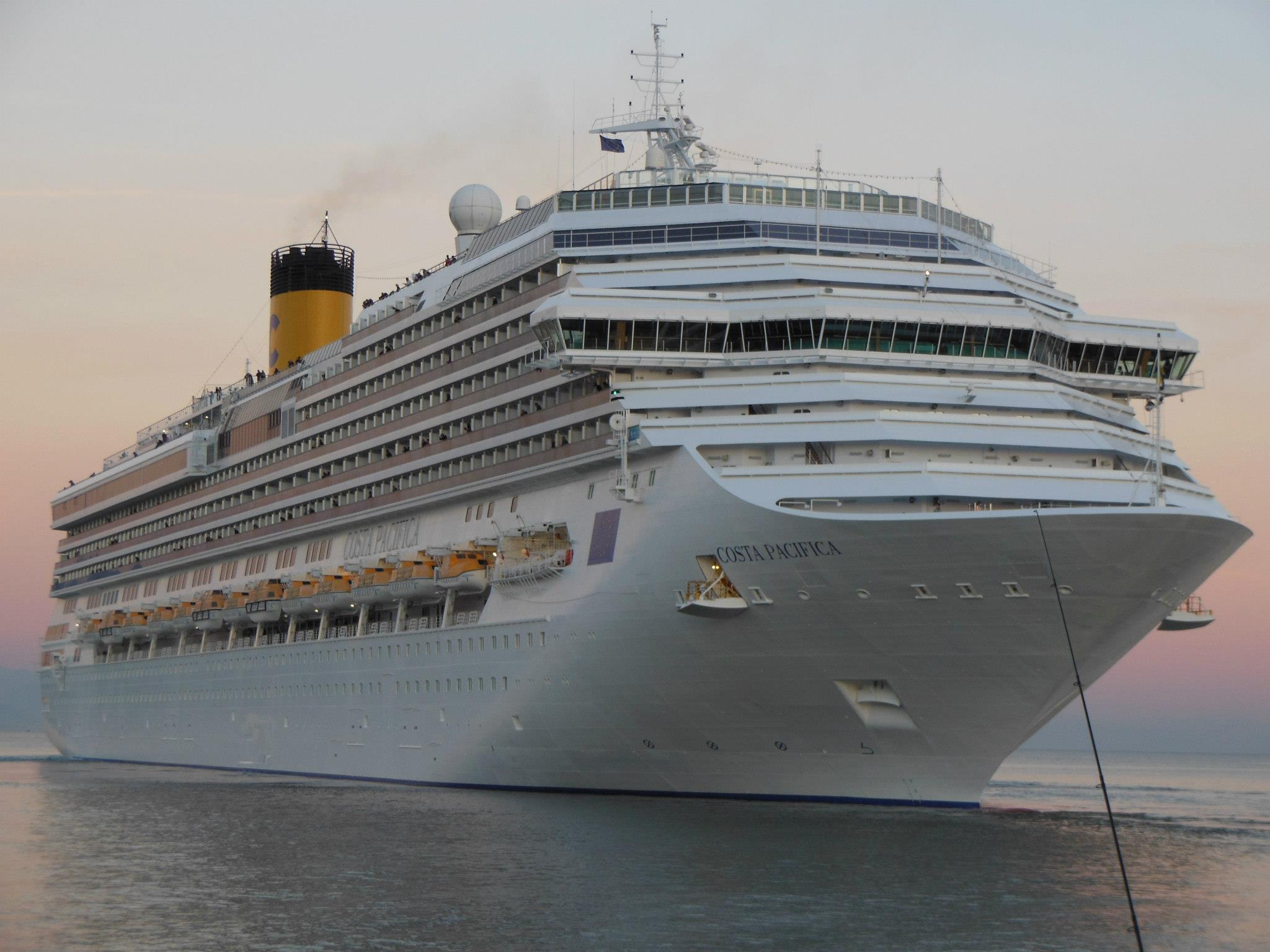
Le Costa Pacifica.

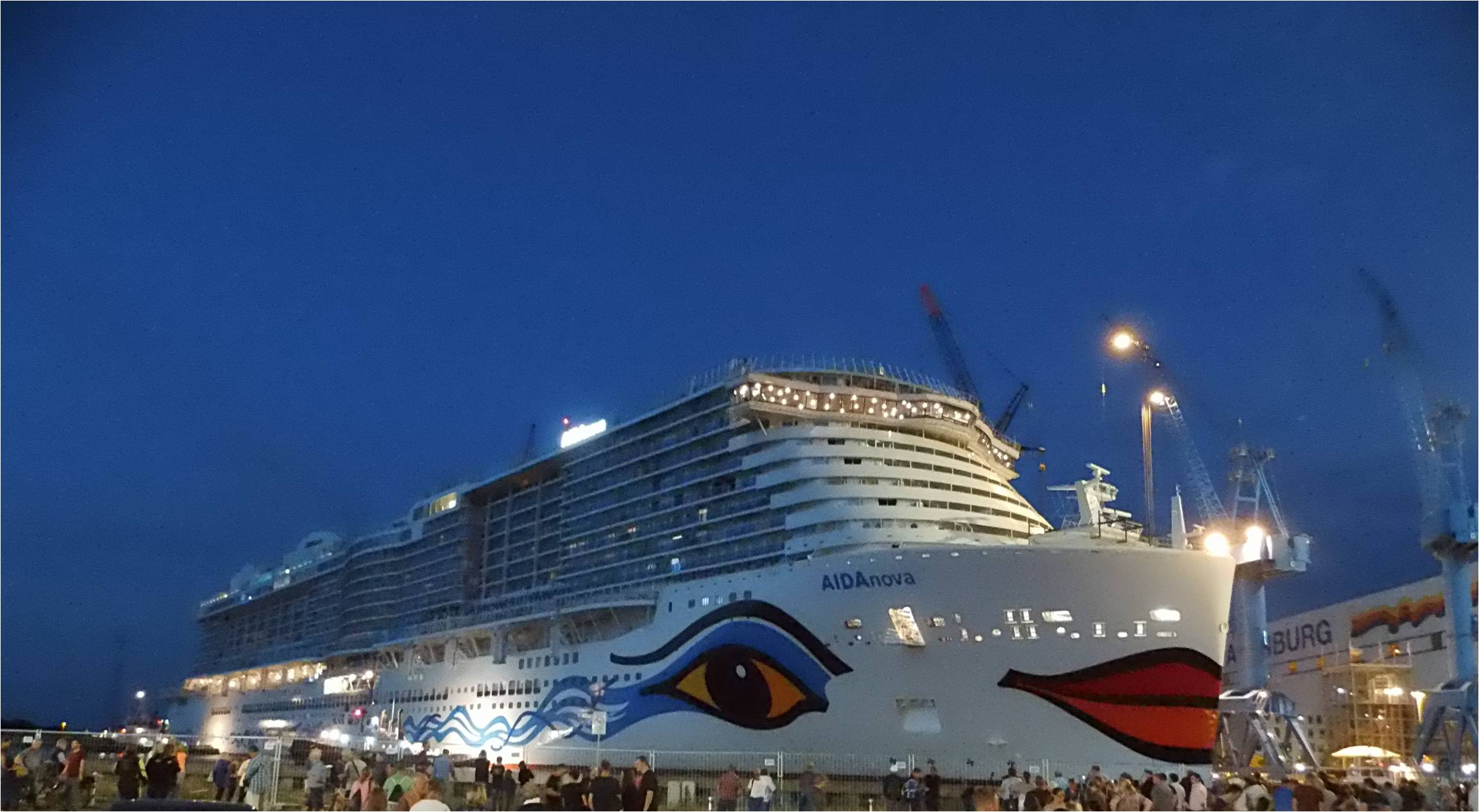
L'AIDAnova premier navire au monde propulsé au GNL.

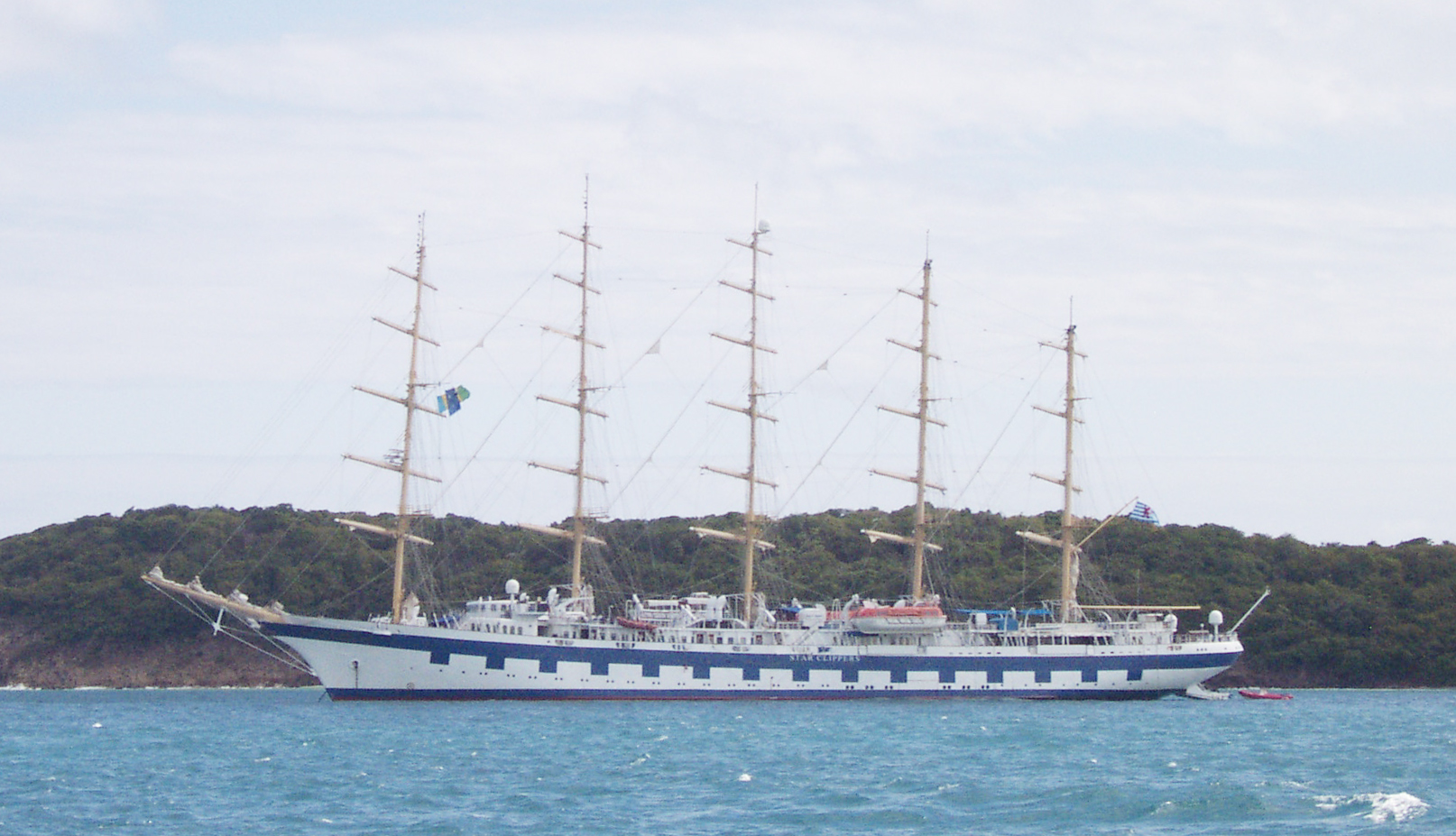
Le Royal Clipper, navire de croisière à voile.

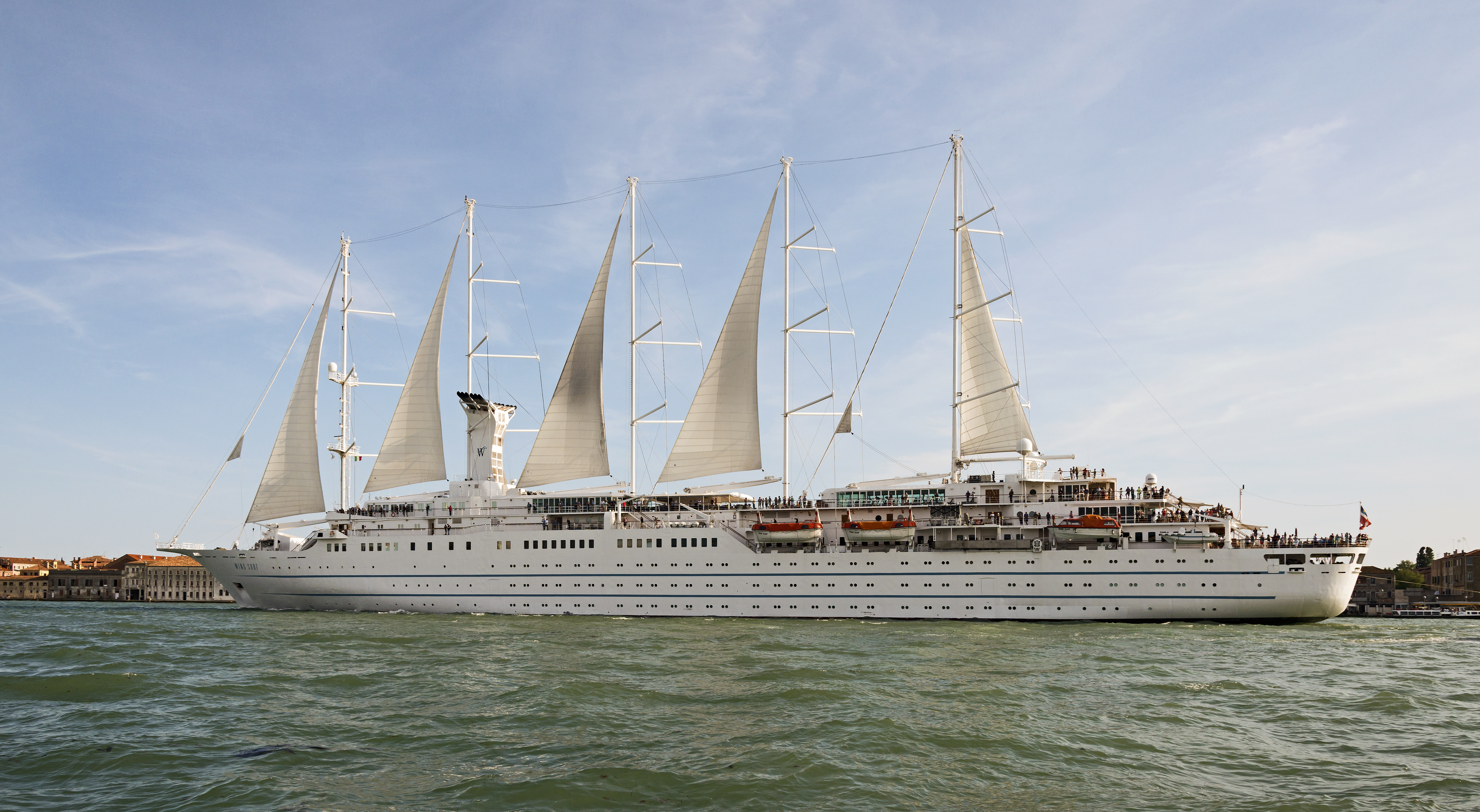
Wind Surf, navire-jumeau du Club Med 2.

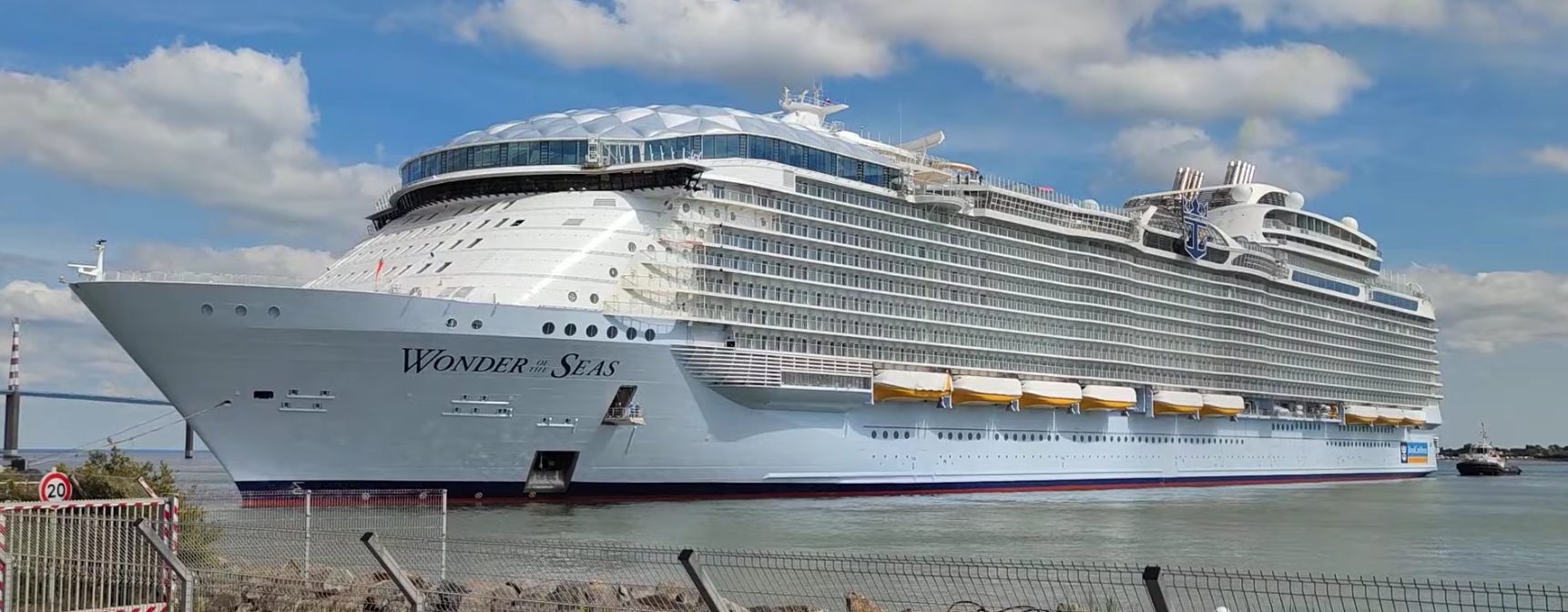
Le Wonder of the Seas plus gros navire au monde en 2022.

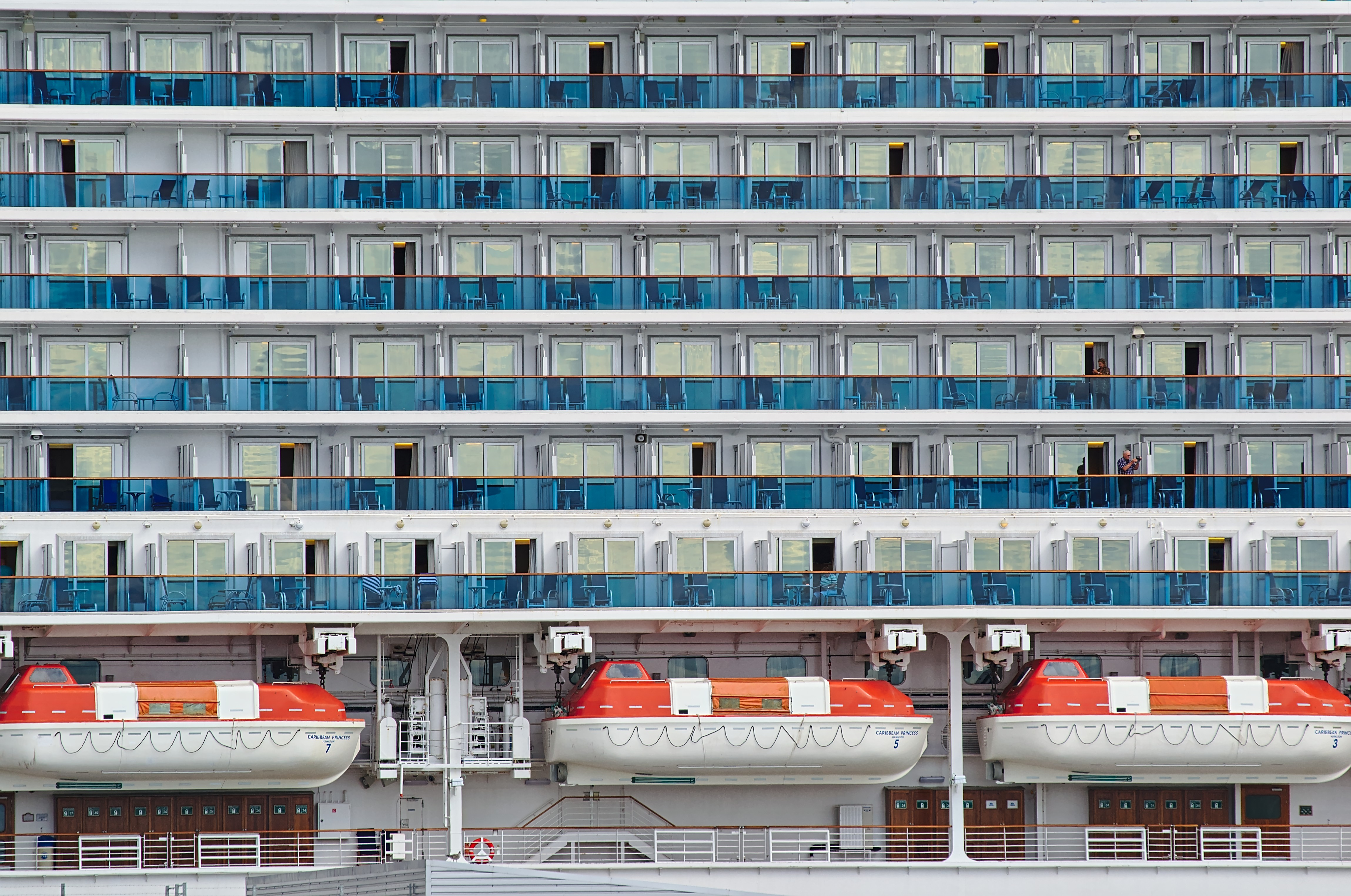
Balcons et embarcations de sauvetage sur un bateau de croisière en 2016.

Un navire de croisière ou bateau de croisière est un navire (généralement un paquebot ou un navire de plaisance à utilisation commerciale) spécialisé dans le transport de passagers, dont le but est de proposer un voyage maritime ou fluvial de loisir. Il se distingue du paquebot de ligne dont le but est de transporter les passagers d'un port à un autre.
En 2024, les plus imposants navires de croisière au monde sont les navires de classe Icon et de classe Oasis, emportant respectivement près de 7 600 et 7 000 passagers.
Dans le nautisme de loisir, on peut distinguer les bateaux de taille modeste naviguant en « croisière côtière » (ou « petite croisière ») et ceux, normalement plus importants, pratiquant la « croisière au long-cours » (dite aussi « grande croisière)

## Historique

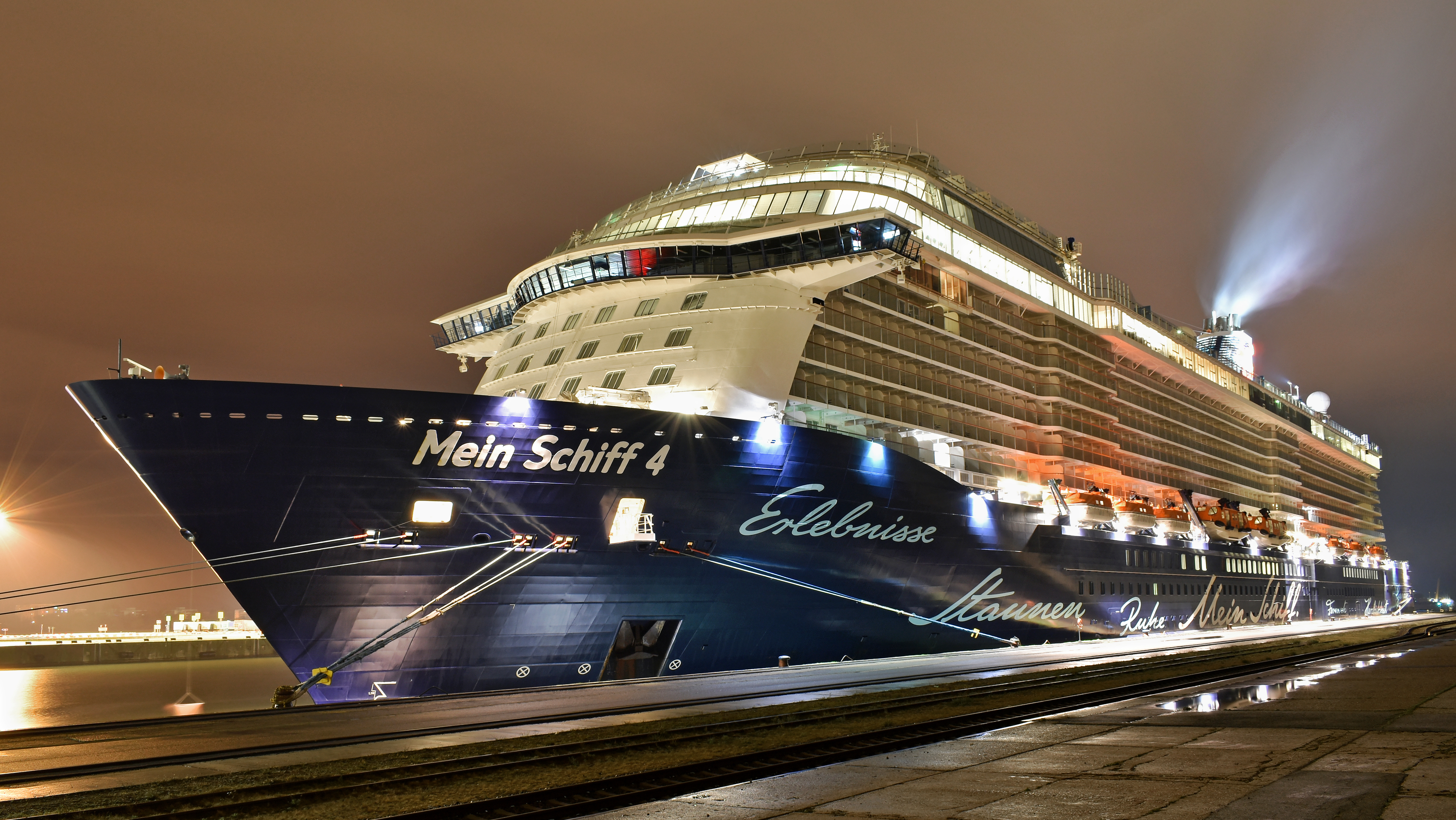
Mein Schiff 4 au port de Rostock, Allemagne.

L'idée des croisières est attribuée à l'Allemand Albert Ballin, directeur de la compagnie maritime Hapag. En hiver, les réservations de traversées transatlantiques étaient, à cause du mauvais temps et de la mer houleuse, moins importantes. Pour rentabiliser ses navires en hiver, Ballin organisa du 22 janvier au 22 mars 1891 un premier « voyage d’agrément » en mer Méditerranée avec le paquebot Auguste Viktoria et ses 241 passagers. Fort du succès remporté, les croisières étaient nées et les autres compagnies maritimes commencèrent à l'imiter.
D'autres sources mentionnent le Francesco I, battant pavillon Royaume des Deux-Siciles (Italie), comme le premier navire de croisière. Ce dernier est embarqué en 1833 par les nobles, autorités et les princes royaux de part et d'autre de l'Europe. En seulement trois mois, le bateau navigua vers Taormine, Catane, Syracuse, Malte, Corfou, Patras, Delphes, Zante, Athènes, Smyrne et Constantinople enchantant ses passagers avec des excursions et visites guidées, de la danse, cartes de tables sur le pont et des soirées à bord.
Au milieu des années 1920, avec l'apparition du transport aérien, le nombre de passagers des compagnies maritimes commença à diminuer. Pour compenser cette baisse, ces compagnies se sont de plus en plus tournées vers les croisières.
Jusque dans les années 1970, les navires de croisière étaient surtout des paquebots reconvertis. Les navires actuels sont essentiellement des navires de croisière construits pour cet usage. Les paquebots classiques n'occupent plus qu'un petit créneau (par exemple le Queen Mary 2 de la compagnie maritime Cunard Line, qui est l'un des plus beaux et luxueux paquebots construits jusqu'à ce jour, propose des voyages transatlantiques saisonnièrement entre New York et Southampton). Le premier paquebot spécifiquement conçu pour la croisière, le Tropicale, est lancé en 1981 par le groupe Carnival.
À partir de la fin du XXe siècle les principales évolutions sont les suivantes : 
- augmentation de la taille des navires (longueur, largeur, nombre de ponts permettant l'augmentation de la capacité en nombre de passagers ;
- multiplication des activités proposées à bord : piscines, jacuzzis, salles de sport et de gymnastique, casinos, jeux videos, voire mur d'escalade, parcours d'accrobranche, patinoire, etc. ;
- amélioration du confort des cabines (et multiplication de celles offrant un balcon avec vue sur la mer) ;
- diversification des lieux de restauration, avec restaurants principaux, buffets en self-service, restaurants gastronomiques ou de spécialités.

### Quantité de passagers
Au Royaume-Uni, environ 1,35 million de britanniques avaient fait une traversée en paquebot en 2007, puis 1,55 million en 2008, grâce à l'entrée en service de nouveaux paquebots : Queen Victoria de la compagnie Cunard, inauguré le 10 décembre 2007 et le Ventura, de P&O en 2008.

## Classification
Les navires de croisière peuvent être regroupés en plusieurs catégories. D'une part selon la taille, d'autre part selon le niveau de confort classé par des étoiles. Théoriquement, chaque compagnie maritime peut s'attribuer elle-même ses étoiles, mais le plus souvent les compagnies utilisent le classement de Douglas Ward, qui publie chaque année un livre (Berlitz complete guide to cruising & cruise ships) ; en quelque sorte un Guide Michelin des hôtels flottants.

## Certification
Comme tout navire marchand, un navire de croisière, avant d'être mis en service, doit satisfaire aux critères de la SOLAS, il doit surtout obtenir un certificat de classe d'une société de classification reconnue. Malgré tout, la taille des navires ainsi que le nombre de passagers augmentant très vite, les réglementations, qui sont souvent des adaptations rédigées à la suite d'accidents ou de presque-accidents, évoluent en permanence mais avec un décalage dans le temps. Le poste d'abandon est un problème qui doit gérer le nombre de passagers mais aussi la rapidité d'évacuation en tenant compte de l'âge et de la mobilité des passagers. Sont également soulevés les problèmes de santé à bord, en particulier les risques de contagion par l'eau comme la légionellose.

## Différents types de croisières
Généralement, on différencie les croisières en deux secteurs  :
- les croisières fluviales pratiquées sur fleuve ou sur lac ;
- les croisières maritimes pratiquées en mer.

Selon le caractère, l'âge des passagers et leurs centres d'intérêt, les thèmes de croisières peuvent être assez diversifiés : croisière de luxe, croisière d'aventure, croisière culturelle, croisière de divertissement ou encore croisière de repos. La taille et l'équipement du navire s'adaptent au public visé. Les navires de croisière peuvent être très divers : du voilier ou yacht pour les petits groupes jusqu'au paquebot de croisière avec des centaines ou des milliers de passagers.

## Impact environnemental
Ces navires consomment entre 60 tonnes (selon Clia France) et 150 tonnes (selon The Guardian) de fioul par jour, en raison de l'énorme masse à déplacer et surtout de la consommation d'électricité générée à bord nécessaire à leurs prestations (hôtellerie, restauration, climatisation, loisirs), soit l'équivalent d'une station balnéaire « flottante » de plusieurs milliers d'habitants. De plus, ces navires utilisent un carburant extrêmement polluant (du fioul lourd, un pétrole quasiment brut), qui contient notamment trois mille fois plus de soufre que le diesel automobile. Chaque navire à l'arrêt pollue autant qu'un million de voitures selon un rapport de France Nature Environnement de 2015, en termes d'émission de particules fines et de dioxyde d'azote, ; le taux de particules ultrafines y avoisine celui présent dans les villes les plus polluées de la planète. La pollution persiste à quai car l'entretien du bateau de croisière nécessite de faire tourner les moteurs pour alimenter de nombreux équipements,,. 
La pollution de l'air du transport maritime, dont font partie les navires de croisière, est responsable de 50 000 à 60 000 morts par an en Europe selon les études. 
Cependant, certains ports prévoient l'installation de branchements électriques permettant d'alimenter les navires en énergie pendant leurs escales. Il en est ainsi, par exemple, de Marseille — un des ports les plus concernés par cette pollution — qui doit être équipée à l'horizon 2025. 
Par ailleurs, sous la pression des opinions publiques et des groupes écologistes, les compagnies de croisières et les chantiers navals sont amenés à étudier de nouveaux modes de propulsion, comme le gaz naturel liquéfié (GNL) mis en œuvre sur les paquebots les plus récents, tels l'AIDAnova et le Costa Smeralda lancés en 2018 et 2019, qui limite de façon très importante les émissions de CO2 pour ce qui est de la consommation, les phases d'extraction, de liquéfaction, de transport du GNL n'étant pas prises en compte.